# Earl Young
Earl Young   (San Fernando, 14 de febrer de 1941) és un atleta estatunidenc, ja retirat, especialista en curses de velocitat, que va competir durant les dècades de 1950 i 1960.
El 1960 va prendre part en els Jocs Olímpics d'Estiu de Roma, on va disputar dues proves del programa d'atletisme. Formant equip amb Jack Yerman, Glenn Davis i Otis Davis guanyà la medalla d'or en els 4x400 metres. Amb un temps de 3' 02.2" van establir un nou rècord mundial en aquesta distància. Per la seva banda, en els 400 metres fou sisè.
En el seu palmarès també destaquen dues medalles d'or en els Jocs Panamericans de 1963.
Posteriorment fou un destacat empresari.

## Millors marques
- 100 metres llisos. 10.5" (1960)
- 200 metres llisos. 20.8" (1960)
- 400 metres llisos. 45.7" (1960)[4]